# Messénské války
Messénské války byly dvě (a s povstáním heilótů z roku 464 př. n. l. tři) války mezi řeckou polis Spartou a západně ležící Messénií. Sparta si Messénii podrobila a z messénského obyvatelstva vytvořila heilóty. Messénské války měly významný dopad na vojenský a sociální rozvoj Sparty.

## Předchozí události
Sparta byla založena dvěma kmeny Dórů. Ti se kolem roku 900 př. n. l. usadili v úrodném údolí řeky Evrotas v dnešním jižním Řecku, podrobili si čtyři vesnice domorodého obyvatelstva a spojili je do jednoho města. Byly to obce Limnai, Kynosura, Mesoa a Pitane. Místním  obyvatelům Lakónie byl novými dobyvateli vnucen heilótský stav, stali se z ních nevolníci pracující v zemědělství, zatímco noví Sparťané (homoioi) tvořili vládnoucí elitu.
Okolní města a obce Achájů a dalších dórských kmenů byly vlivem spartské rozpínavosti na Peloponésu podrobeny, ale nestaly se z nich spartští nevolníci, jak se to stalo u obyvatelů Lakónie. Perioikové byli stejně jako svobodní Sparťané počítáni mezi Lakedaimónce. Na rozdíl od spartských plnoprávných občanů však neměli všechna občanská práva. Obyvatelstvo spartského území se proto skládalo z velkého podílu nesvobodných nevolníků, o něco menšího podílu svobodných perioiků a malého počtu svobodných, politicky aktivních plnoprávných občanů.
Po založení Sparty a jejím rozšiřování do okolí, se Sparťané nejprve rozpínali na jih, ale nebyli schopni dobýt starou mykénskou pevnost Amykly, která blokovala jejich postup. Zmocnili se jí až v 8. století př. n. l. za vlády krále Télekla. Začlenění Argu, obléhaného od 8. století, do Peloponéského spolku dvaadvaceti měst s perioiky se však nepodařilo. Sparta a Argos se na Peloponésu staly rivaly po celá staletí. Ani na hornatém severu poloostrova, v Arkádii, kam se stáhlo domorodé obyvatelstvo, nedosáhli Sparťané žádných územních zisků. Po těchto neúspěších se obrátili na jihozápad Peloponésu, kde na druhé straně pohoří Taygetos ležela úrodná Messénie.

## Messénské války

### 1. messénská válka

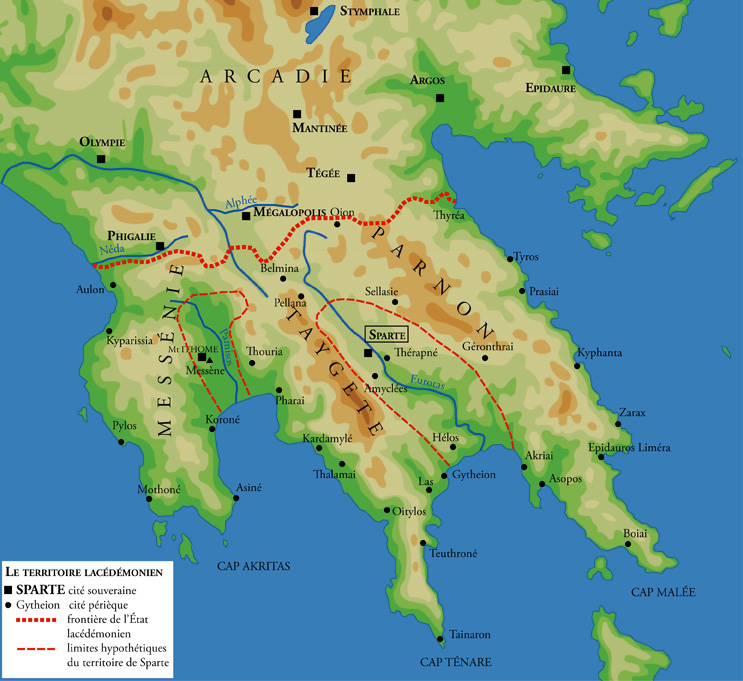
Území starověké Sparty

První messénská válka trvala asi 20 let (743–724 př. n. l.) a byla částečně vedena králem Téleklem. Během války, která se odehrávala v okolí kolem hory Ithomi, kde se Messéňané opevnili, byla úrodná Messénie postupně zabrána Spartou a její obyvatelstvo muselo Spartě platit tribut. Messéňané museli odevzdávat polovinu svého zemědělského výnosu spartským dobyvatelům. Sparta nepraktikovala zámořskou kolonizaci jako ostatní řecké poleis, ale omezila se převážně na vnitrozemskou kolonizaci Peloponésu, aby uspokojila požadavky svých obyvatel po pozemích, a tím rozšířila svoji ekonomickou základnu. Jedinou spartskou kolonií v zámoří se stal Tarent na území Velkého Řecka.
Dobytí prosperující Messénie vedlo ke zvýšení spartského bohatství. Více půdy mohlo být věnováno plnoprávným občanům, kteří mohli věnovat více času jiným záležitostem, jako bylo tělesné cvičení. Prosperita Sparty je jasně patrná ve zvyšujícím se počtu spartských vítězů olympijských her a ve stavbě nových chrámů a starší architektury.

### 2. messénská válka

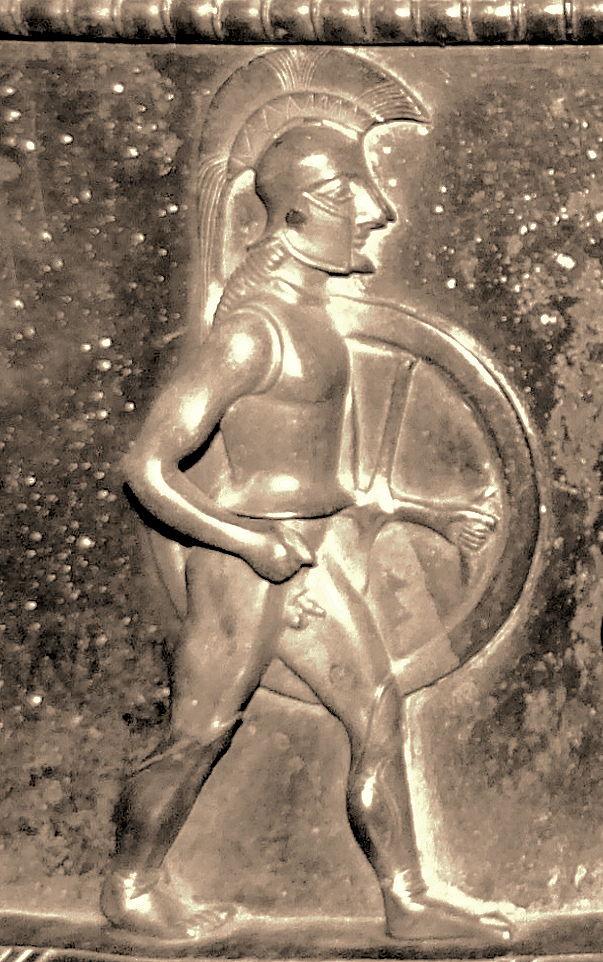
Spartský hoplít

Probíhala přibližně v letech 660–650 př. n. l. Poté, co Sparta v roce 669 př. n. l. utrpěla porážku od Argejců, se obyvatelstvo, podrobené v první messénské válce, cítilo povzbuzeno a vzbouřilo se. Povstání však bylo krvavě potlačeno. Pět messénských měst si sice mohlo ponechat své původní území, byla však prohlášena za města perioiků. Ze zbytku obyvatel se stali heilóti. Půda, kterou heilóti museli s pomocí bezzemků (starořecky Κλάροι, klároi) obdělávat, byla rozdělena mezi svobodné Sparťany.
Po konečném podrobení a znevolnění Messénie se zemědělská základna spartského státu zcela přesunula z lakedaimónských Sparťanů na messénské a lakónské heilóty. Bylo proto třeba předejít vzniku dalších možných povstání nebo dokonce ztrátě podmaněných oblastí. To vedlo k militaristické orientaci spartského státu a jeho plnoprávných občanů. Muži ve Spartě se neúčastnili zemědělských prací. Farmy, které jim byly přiděleny, byly spravovány spartskými ženami a provozovány státními nevolníky, heilóty, kteří byli k pozemkům upoutáni. To poskytlo spartským mužům dostatek času na fyzická a vojenská cvičení. Tímto způsobem se zabraňovalo obnově povstání, jejich potlačení bylo jednodušší a případné účinky omezeny na minimum.
Militarizace Sparty a orientace státu i umění na vrstvu hoplítů vedly až do začátku pátého století př. n. l. k vysoké prosperitě umění, kultury, mezistátní výměny a angažovanosti, která začala po druhé messénské válce. Postupně však byli cizinci ve Spartě vídáni stále méně rádi, umění a kultura chřadly a zaměřily se jen na to, co bylo užitečné ve vojenství, tedy například na válečné zpěvy a chorály.

### 3. messénská válka (povstání heilótů)

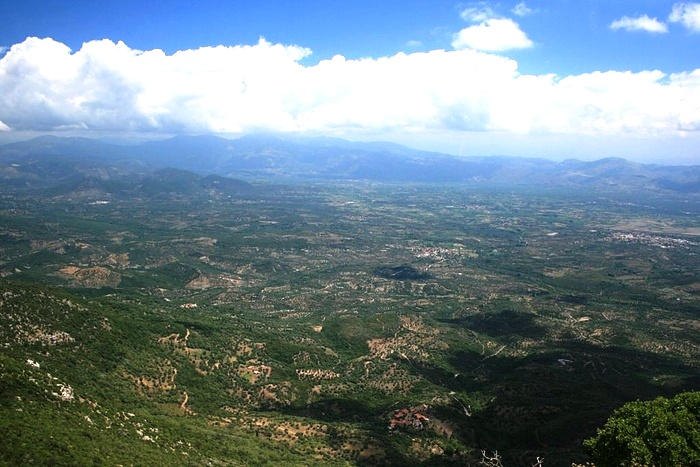
Pohled na Messénii z hory Ithomi

Povstání probíhalo v letech 464–462/452 př. n. l. V roce 464 př. n. l. zasáhlo území Lakedaimónu silné zemětřesením a sama Sparta byla těžce poškozena. Následný zmatek a oslabení Sparťanů využili utlačovaní heilóti v Messénii a vzbouřili se. Chtěli setřást spartský útlak.
Spartské síly měly s potlačením povstání velké potíže. Dobytí Sparty se jim sice podařilo odvrátit, ale povstalci se, podobně jako v 1. messénské válce, opevnili na hoře Ithomi, a tam Sparťanům odolávali deset let. Pak museli pevnost opustit a díky vyjednávaní zprostředkovaném Athéňany se mohli svobodně přemístit do města Naupaktu.
Kvůli potížím s potlačením povstání poslali Sparťané  v roku 463 nebo 462 př. n. l. vyslance do Athén a požádali o vojenskou podporu. V Athénách v té době řídil politiku městského státu Spartě přátelsky nakloněný vojevůdce Kimón. Ten proto roku 462 př. n. l. s kontingentem hoplítů táhl do Sparty, aby jí vojenskou pomoc poskytl.
V Lakedaimónu se však vojenská situace během období 463/462 postupně měnila ve prospěch Sparťanů a spartská elita se obávala, že by přítomnost athénských jednotek mohla ve Spartě posílit demokratické názory. Kimón a jeho hoplíté byli posláni zpět do Athén, což Athéňané považovali za potupu. Zatížilo to vztahy mezi oběma městskými státy a vznikajícími mocenskými bloky Peloponéského spolku a Athénského námořního spolku, které se brzy poté střetly v peloponéské válce.
Povstání heilótů bylo nakonec potlačeno a Messénie byla osvobozena až téměř o sto let později. V centru bývalého odboje, pod horou Ithomi, bylo založeno nové hlavní město Messéné.